# Juncus alatus
Juncus alatus là một loài thực vật có hoa trong họ Juncaceae. Loài này được Franch. & Sav. mô tả khoa học đầu tiên năm 1879.